# Mésange à ventre blanc
Melaniparus albiventris
Espèce
Statut de conservation UICN

 LC  : Préoccupation mineure
La Mésange à ventre blanc (Melaniparus albiventris, anciennement Parus albiventris) est une espèce de passereaux de la famille des paridés.

## Répartition
On la trouve au Cameroun, au Kenya, au Nigeria, au Soudan, en Tanzanie et en Ouganda.

## Taxinomie
À la suite de l'étude de Johansson et al. (2013) sur les relations phylogéniques des espèces au sein de la famille des Paridae, le genre Parus est redéfini pour être monophylétique. Le Congrès ornithologique international répercute ces changements dans sa classification de référence version 3.5 (2013), et la Mésange à ventre blanc est déplacée vers le genre Melaniparus.